# Boekel
Boekel (phát âmⓘ) là một đô thị và thị xã ở tỉnh Noord-Brabant phía nam Hà Lan. Đô thị Boekel có diện tích 34,53 km2, dân số thời điểm ngày 1 tháng 1 năm 2007 là 9503 người.

## Các trung tâm dân cư
- Boekel
- Venhorst